# Slimane Dazi
Slimane Dazi (ur. 26 maja 1960 w Nanterre) – francuski aktor filmowy.

## Kariera
Urodził się 26 maja 1960 roku w Nanterre w regionie Île-de-France na północy Francji. Nie ma wykształcenia aktorskiego. W 2005 Rachid Djaïdani zaproponował mu rolę w swoim pierwszym filmie krótkometrażowym Quarante frères. 
Po zagraniu kilku ról w krótkometrażowych filmach i serialach telewizyjnych w 2009 Dazi wystąpił w nagradzanym francusko-włoskim Proroku w reżyserii Jacquesa Audiarda, wcielając się w rolę Lattrache. W 2011 wystąpił w belgijsko-holenderskim dramacie Rabat w reżyserii Victora Ponten i Jima Taihuttu. W 2013 wystąpił we francusko-marokańskiej Gorączce w reżyserii Hichama Ayoucha oraz powstałym w koprodukcji horrorze Tylko kochankowie przeżyją w reżyserii Jima Jarmuscha. 
W następnych latach ról było coraz więcej. Aktor zagrał, m.in. w takich produkcjach, jak: Zakazany pokój (2015, reż. Guy Maddin, Evan Johnson), Ostatni Paryżanie (2016, reż. Hamé Bourokba, Ekoué Labitey), Przymusowe lądowanie (2016, reż. Philippe de Chauveron), Witajcie w Norwegii! (2016, reż. Rune Denstad Langlo). W 2017 reżyser Tarik Saleh powierzył mu rolę Zielonookiego w dreszczowcu o korupcji w egipskim wymiarze sprawiedliwości Morderstwo w hotelu Hilton. Dazi zagrał też w filmie Terminal Sud (2019).